# Verdi Arcobaleno
Verdi Arcobaleno var ett italienskt grönt parti, som bildades i maj 1989 av medlemmar ur Proletär demokrati och Partito Radicale. Partiet deltog i Europaparlamentsvalet 1989 under namnet Verdi Arcobaleno per l'Europa ("Regnbågsgröna för Europa"). I december 1990 slogs det samman med Federazione delle Liste Verdi och bildade Federazione dei Verdi.